# مرغ‌های توفان اقیانوسی
مرغ‌های طوفان اقیانوسی (نام علمی: Oceanites) سرده‌ای از مرغان طوفان است که شامل گونه‌های زیر می‌شود:
- مرغ طوفان ویلسون، Oceanites oceanicus
- مرغ طوفان الیوت، Oceanites gracilis
- مرغ طوفان پینکویا، Oceanites pincoyae